# Aoulouz
Aoulouz (en àrab اولوز, Awlūz; en amazic ⴰⵡⵍⵓⵣ, Awlluẓ) és una comuna rural de la província de Taroudant, a la regió de Souss-Massa, al Marroc. Segons el cens de 2014 tenia una població total de 17.409 persones.